# Fife and Drum Blues
Fife and Drum Blues ist ein amerikanischer Musikstil, der als eine der Wurzeln des Blues gilt; seine Ursprünge dürften weit in die amerikanische Geschichte zurückreichen. Die Fife-and-Drum-Musik mischt Elemente militärischer Marschmusik mit afrikanischen Rhythmen. Instrumente sind die Fife, eine aus Schilfrohr gefertigte einfache Querflöte, und verschiedene Trommeln, wobei Zahl und Zusammensetzung variieren. Typischerweise wird ein einzelner Fifespieler von einer mehrköpfigen Trommlergruppe begleitet, und die Gruppe zieht beim Spielen tanzend umher. Fife-and-Drum-Bands treten meist bei lokalen Festen, sogenannten Picnics, auf.
Alan Lomax nahm 1942 erstmals Fife-and-Drum-Musik auf. Die Gruppe um Sid Hemphill spielte eine Fife, zwei kleine Trommeln (Snare Drums) und eine große Trommel (Basstrommel). Die gleiche Gruppe trat auch als Stringband mit Geige, Banjo, Gitarre und Basstrommel auf.
Bekannte Vertreter des Fife and Drum Blues sind unter anderem Napoleon Strickland, Othar Turner, Turners Enkelin Shardé Thomas und Jessie Mae Hemphill.

## Filme
- The Land Where the Blues Began (1979)
- Deep Blues: A Musical Pilgrimage to the Crossroads (1991)